# Protolestes furcatus
Protolestes furcatus – gatunek ważki z monotypowej rodziny Protolestidae. Endemit Madagaskaru; znany tylko z okazów typowych odłowionych w 1956 roku na dwóch stanowiskach w centralnej i północno-zachodniej części wyspy.